# Scaphiophryne calcarata
Scaphiophryne calcarata är en groddjursart som först beskrevs av François Mocquard 1895.  Scaphiophryne calcarata ingår i släktet Scaphiophryne och familjen Microhylidae. IUCN kategoriserar arten globalt som livskraftig. Inga underarter finns listade i Catalogue of Life.